# Abukuma Express
Abukuma Express, Ltd. (阿武隈急行株式会社?, Abukuma Kyūkō Kabushiki-gaisha) è una compagnia di trasporto passeggeri, con sede a Date, Fukushima, prefettura di Fukushima, Giappone. Gestisce le linee di trasporto locale designate delle ex Ferrovie Nazionali Giapponesi (JNR) e le linee di costruzione (linea Marumori) della Japan Railway Construction Corporation nelle prefetture di Fukushima e Miyagi.

## Storia
AbukumaExpress è stata fondata il 5 aprile 1984 come ferrovia del terzo settore con lo scopo di rilevare la gestione della linea Marumori delle ferrovie nazionali giapponesi , che correva per 17,4 km e collegava la stazione di Marumori alla stazione di Tsukinoki.
La linea Marumori è stata riaperta come linea Abukuma Express il 1 luglio 1986, gestita da AbukumaExpress.
L'intera linea, estesa fino alla stazione di Fukushima, è stata inaugurata nel 1988, quattro anni dopo la fondazione dell'azienda.

## Linee ferroviarie
AbukumaExpress gestisce una sola linea, la linea Abukuma Express, che corre per 54,9 km dalla stazione di Fukushima a sud fino alla stazione di Tsukinoki a nord.

## Materiale rotabile
- Treno della serie 8100 - Treno a 2 carrozze di tipo AM8100 e tipo AT8100[2].
- Treni della serie AB900 - Introdotti per sostituire la vecchia serie 8100, tutti i treni dovrebbero essere standardizzati a questo tipo[3].

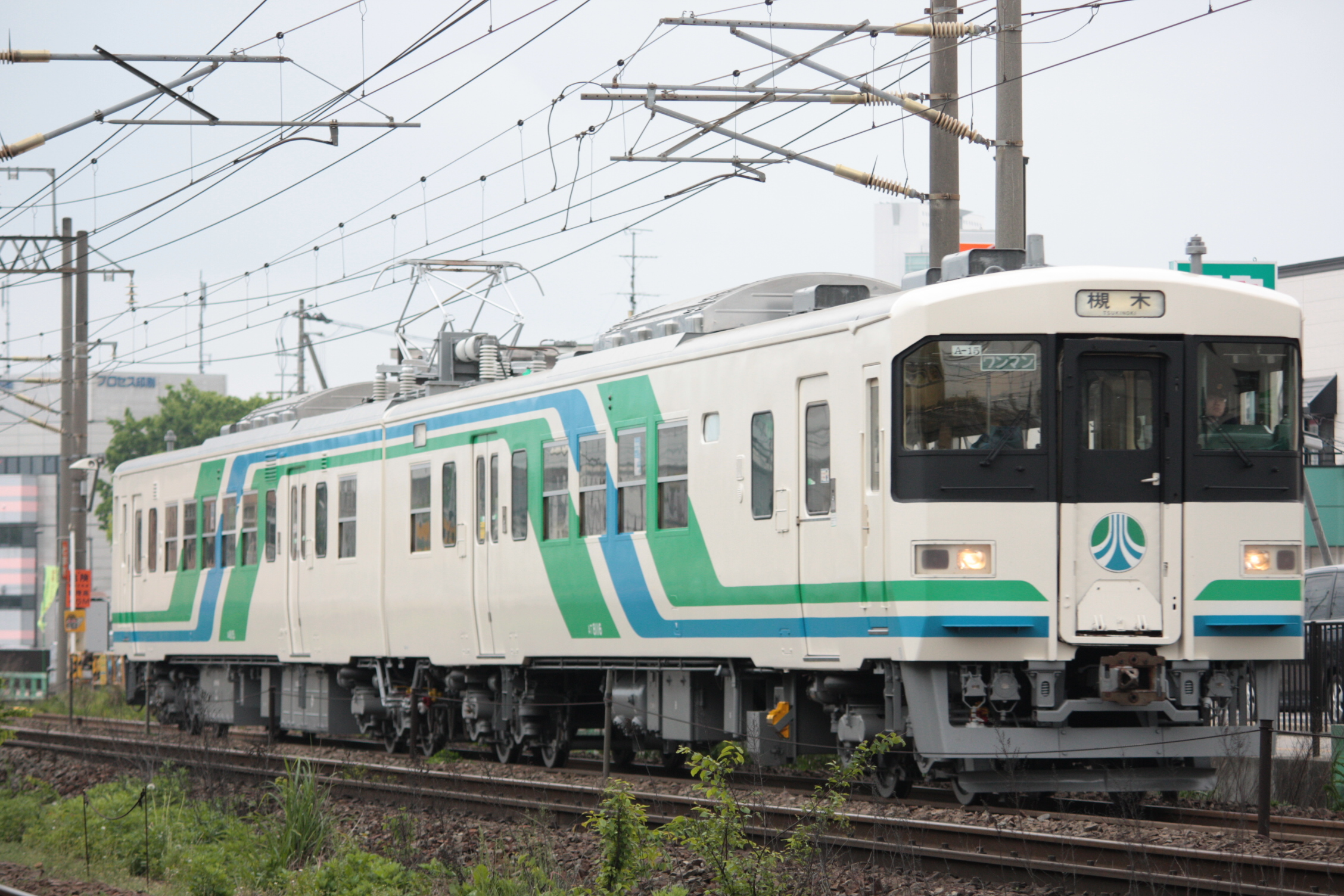
8100 series
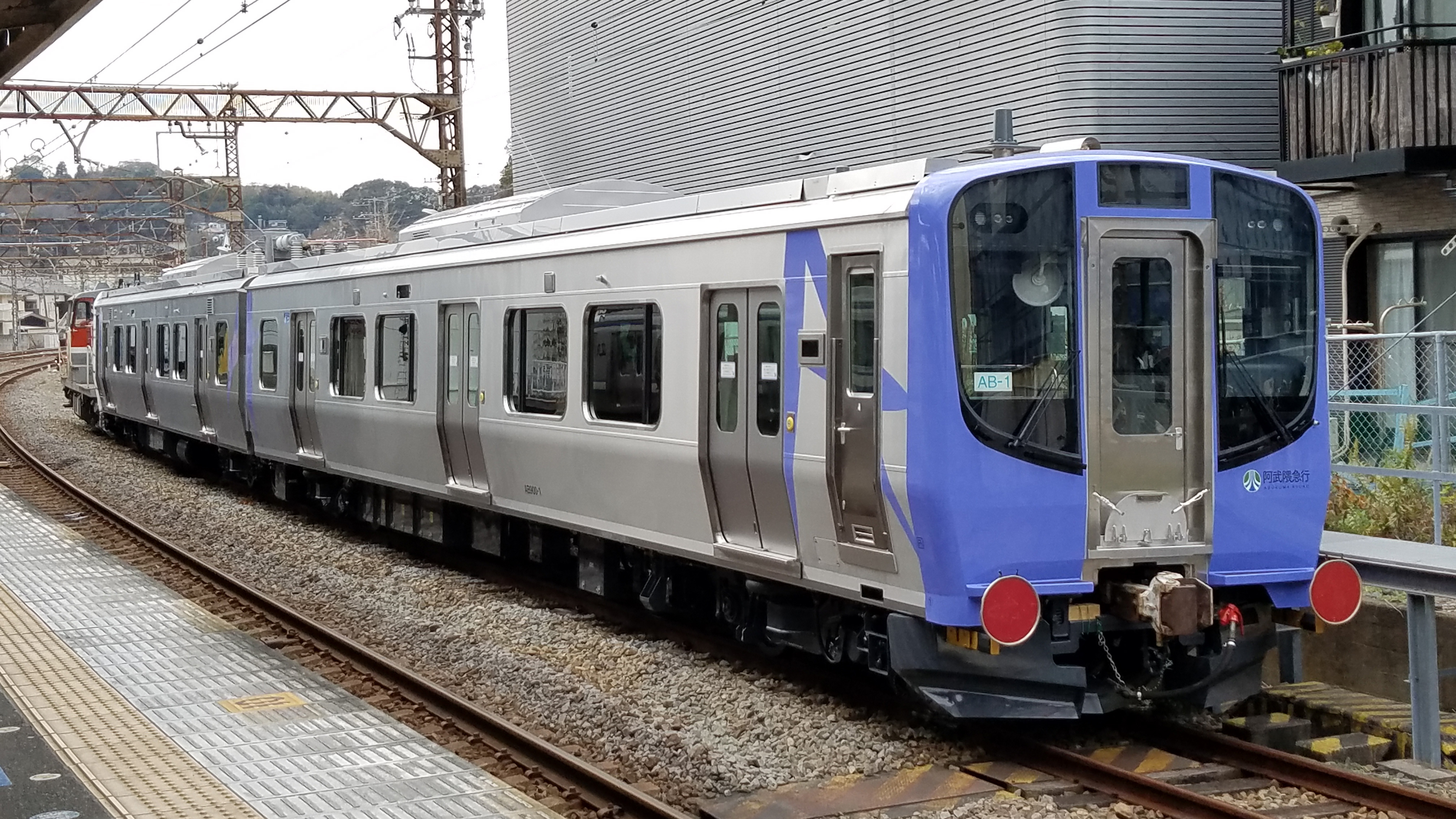
AB900 series